# Church (metrostation)
Church is een bovengronds metrostation in de Amerikaanse stad Philadelhia en is gelegen in de wijk Frankford. Het station ligt aan de Market-Frankford Line

## Geschiedenis
Het metrostation werd op 5 november 1922 onder de naam Ruan-Church geopend en werd in 2000 verbouwd om het station rolstoelvriendelijk te maken.